# Black and White (album)
Black and White – trzeci studyjny album zespołu The Stranglers, wydany w 1978 roku, nakładem wytwórni United Artist. Producentem płyty był Martin Rushent. Album zajął 2. pozycję na brytyjskiej liście sprzedaży UK Albums Chart. 
W wersji CD z 1988 roku dodano utwory „Mean to Me” i „Walk on By”, a wersji CD z 2001 r. obok tych utworów dodano „Shut Up”, „Sveridge” (wersja utworu „Sweden” w języku szwedzkim), „Old Codger” oraz „Tits (live)”.

## Utwory
strona A (biała) LP
| 1. | „Tank”                                    | 2:54  |
|    |                                           |       |
| 2. | „Nice 'N' Sleazy”                         | 3:11  |
|    |                                           |       |
| 3. | „Outside Tokyo”                           | 2:06  |
|    |                                           |       |
| 4. | „Hey! (Rise of the Robots)”               | 2:13  |
|    |                                           |       |
| 5. | „Sweden (All Quiet on the Eastern Front)” | 2:47  |
|    |                                           |       |
| 6. | „Toiler on the Sea”                       | 5:23  |
|    |                                           |       |
|    |                                           | 18:34 |
|    |                                           |       |
strona B (czarna) LP
| 1. | „Curfew”                                           | 3:10  |
|    |                                                    |       |
| 2. | „Threatened”                                       | 3:30  |
|    |                                                    |       |
| 3. | „In the Shadows”                                   | 4:15  |
|    |                                                    |       |
| 4. | „Do You Wanna”/„Death and Night and Blood (Yukio)” | 5:25  |
|    |                                                    |       |
| 5. | „Enough Time”                                      | 4:16  |
|    |                                                    |       |
|    |                                                    | 20:36 |
|    |                                                    |       |
bonus na CD (EMI 2001 r.)
| 1. | „Mean to Me”  | 1:55  |
|    |               |       |
| 2. | „Walk on By”  | 6:22  |
|    |               |       |
| 3. | „Shut Up”     | 1:07  |
|    |               |       |
| 4. | „Sveridge”    | 2:49  |
|    |               |       |
| 5. | „Old Codger”  | 2:49  |
|    |               |       |
| 6. | „Tits (live)” | 5:25  |
|    |               |       |
|    |               | 20:27 |
|    |               |       |

## Muzycy
- Jean-Jacques Burnel – gitara basowa, śpiew
- Hugh Cornwell – gitara, śpiew
- Dave Greenfield – instrumenty klawiszowe, śpiew
- Jet Black – perkusja, bębny

gościnnie
- Lora Logic – saksofon w „Hey! (Rise of the Robots)” (A4)
- George Melly – śpiew w „Old Codger” (bonus 5)
- Lew Lewis – harmonijka ustna w „Old Codger” (bonus 5)

## Single z albumu
- „Nice 'N' Sleazy” UK |1||18[6]